# メタルマン (映画)
『メタルマン』（英: Metal Man）は、2008年のアメリカ合衆国の映画。主演はサミュエル・ネイサン・ホフマイア。同年に公開され大ヒットを記録した映画『アイアンマン』のモックバスター（模倣映画）として知られる。
ドイツ、日本ではDVD化された。キャッチコピーは「Part Man… Part Machine… All HERO」。

## ストーリー
青年カイルは学生生活を営んでいた。ある日、ブレイク博士の元に訪れると「メタルマンマスク」と「メタルマンスーツ」を装着され、実験室に入れられた。しかしその間に、ブレイク博士は第2のメタルマンマスクとマスク付属のパーツを保有していたために、世界征服を目論むセバスチャンによって殺害されてしまう。カイルはブレイク博士を模した「ナビゲートAI」に導かれメタルマンとして覚醒するが、彼のガールフレンドのジュリーが誘拐されてしまったためセバスチャンの本拠地に乗り込んだ。隙をつきカイルとジュリーは近くにあった農場に逃げ出したが、敵からの銃弾の被弾によるメタルマンスーツの不具合により、カイルは激しい疲労感に襲われ寝てしまった。その間にジュリーは逃げ出し、目の覚めたカイルが屋外に出るとそこにはセバスチャンとメタルマンマスクを装着したセバスチャンの部下のマリッサ、そしてメッカ・テラーM48がいた。カイルはメッカ・テラーM48を倒したが、セバスチャンは第3のメタルマンマスクを装着しカイルを倒さんとした。しかし、カイルは秘密のコードを唱えたことで、第3のメタルマンマスクに内蔵していたプログラムが発動し死亡した。こうして世界の平和は守られた。その一年後、カイルとマリッサは互いに愛し合う仲となった。

## 登場人物
カイル・フィン / メタルマン
- 本作の主人公。両親と共に暮らし、学生生活をしていた。IQが173の青年で、コンピュータに関する技術に高い知識を持つ。研究資金の調達のためゲーム開発をしており、彼が開発した「バイオ・デス」はブレイク博士に「戦争を美化しすぎている。」と酷評された。MMPIの結果で「善悪の区別がはっきりし、冷静な行動力のある慎重派」と判断されたため、ブレイク博士からメタルマンの適合者と判断され、「装甲の耐久実験」と称し半ば強引にメタルマンスーツを装着させられた。ブレイク博士を模した「ナビゲートAI」に素直に従うなど寛容な人物であり、ブレイク博士やナビゲートAIに対し非難することは少ない。なお、メタルマンマスクの機能により閉所恐怖症を克服した。セバスチャンによるブレイク博士の殺害後、殺人犯として指名手配されるなど汚名を着させられ、両親も殺害された。その後、セバスチャンによる世界征服計画を阻止するため立ち上がる。愛車はトヨタ・エスティマ（初代）。メタルマンとして敵への攻撃の多くがネック・ハンギング・ツリーである。

アーサー・ブレイク博士
- 科学者であり、ピーター博士の亡き後のメタルマンマスクとチップの保有者。周囲から「狂気の科学者」と呼ばれる。平和主義者であり、カイルの作成したゲームを戦争ゲームと酷評した。しかし、合理的な一面もあり、「装甲の耐久実験」と称してカイルに半ば強引にマスク・スーツを装着させた[注釈 1]。それらはナビゲートAIにも受け継がれた。劇中冒頭でメタルマンマスクとそれを強化するパーツを狙って来たセバスチャンと争い、床に突き飛ばされた傷が原因で死亡した[注釈 2]。しかし、セバスチャンの襲来を見越していたため、第一のメタルマンマスクへの「（ブレイク博士を模した）ナビゲートAI」の内蔵を既に終えていた。これ以降はナビゲートAIがカイルにサポートし、メタルマンに関するスキルや知識をカイルに教える。

ジュリー
- カイルのガールフレンド。両親は亡くなっており、カイルとは学生の仲である。セバスチャンがカイルを掌握するため彼女を弱点と考え、誘拐・監禁された[注釈 3]。メタルマン姿のカイルとの再会後、「ノンステルス」により共に背景にカモフラージュし、セバスチャンの拠点地から逃走して農場へ隠れたが、銃弾を受け疲労しているカイルを見捨てた。その後の行方は不明。なお、本作のヒロインであるが登場時間はマリッサより圧倒的に少ない。

マリッサ・リー
- セバスチャンの元で活動する軍事科学者・研究員。父親のジュレミーは元メタルマンマスク開発チームの一員であるがピーター博士に殺害されており、セバスチャンの支援の元で大学への進学を果たすなどの生活をしてきた。しかし、セバスチャンはマリッサの頭脳を軍事開発へ利用するために援助してるのだと知って以降、反セバスチャンへの工作活動をするようになり、殺人トラップを内蔵したメタルマンマスクをダイアナと共謀した。しかし、セバスチャンに露見してしまい、彼女への見せしめとしてダイアナが殺害されてしまった。セバスチャンは新たなメタルマンマスクを強引に装着させ操り、カイルと戦闘させようとした。しかし、操りが解けたためカイルと協力しセバスチャンを倒した。セバスチャンとの最後の戦闘から一年後に、カイルと恋人の仲になった。

セバスチャン・リード
- 本作の悪役。メタルマンスーツを利用し、世界征服を企む。アメリカで有数の軍事会社のオーナーであり、目的のためなら手段を選ばない拝金主義者である。かつて、ピーター博士にメタルマンマスクやそれに関わるパーツを盗まれ、それらを受け継いだブレイク博士を殺害した。また、マリッサら研究者を雇いメタルマンの研究をさせた。メタルマンとなったカイルの殺害・掌握を目論み部下に命じ、彼の両親を殺害するなど残酷な側面を持つ。マリッサとダイアナが共謀して作り上げた殺人トラップ付きのメタルマンマスクを暴いた後、マリッサへの見せしめとしてダイアナにそれを被せ殺害した。また、ジュリーをカイルの弱点と考え誘拐したが、メタルマンにより難無く逃走された。カイルの倒すためマリッサにメタルマンマスクを被せ戦わせようとし、その上にメッカ・テラーM48を戦わせた。最後には自らメタルマンマスクを被り戦おうとしたが、カイルが秘密のコードを言ったことによりメタルマンマスクに仕組まれていたプログラムが発動、泥状に変化し死亡した。なお、銃弾が効かないメタルマンに銃で威圧することが二度あることや、メタルマン打倒のための部下への指示が的確でないなど、気が抜けている側面もある。

ダイアナ
- セバスチャンの元で活動する研究員。マリッサの助手・友人であり、セバスチャンへは表面的に従っている。殺人トラップを内蔵したメタルマンマスクをマリッサと共謀したが露見してしまい、マリッサへの見せしめ・マスクの研究結果の改竄報告の罰として、そのマスクをセバスチャンに被せられ殺害された。

セバスチャンの部下たち
- 6人存在する。全員が男で黒を基調とした服を着ており、スキンヘッドの男とその男と一緒にいる長髪の男、ニット帽を被る三人の男、マリッサを監視する男がいる。セバスチャンの命令を絶対とし、カイルの殺害を第一として行動する。一度目はカイル宅内でコンビの二人が銃で威圧、庭でニット帽を被る三人が鉄パイプで殴りかかり、二度目はカイル宅の庭でコンビの二人が素手で、屋内で三人が素手で襲いかかった[注釈 4]。なお、銃は一度しか撃っておらず、カイルとジュリーがセバスチャンの本拠地から逃走した際に、長髪の男とマリッサを監視していた男が熱源探知で発見し銃撃した。

ピーター博士
- 劇中で名前のみの登場。かつてメタルマンマスクを開発した科学者である。セバスチャンへ服従し軍事開発をしていたが、スーツの開発計画に突如反旗を翻し、マリッサの父のジュレミー・リーを殺害、当時まだ完成してなかったメタルマンマスク2個・チップ2個を奪取し、その上に研究所を破壊しメタルマンに関する研究内容の抹消を図り逃亡した。セバスチャンは「蛇のように狡猾な人物」と評した。

メッカ・テラーM48
- ブレイク博士がセバスチャンの軍事企業に所属していた際に開発した戦闘用パワードスーツ。これを装着することでメタルマンと互角に戦える戦闘力を持てるが、装甲は弱く特殊機能は内蔵されていない。緑を基調として作られており、見た目は骸骨に近い。劇中でカイルと戦闘し、敗北した。装着者は不明。

カイルの父母
- カイルの父親と母親で、カイルとは共に暮らしている。セバスチャンによるブレイク博士の殺害後、セバスチャンはカイル宅の調査を部下に命じた際に殺害された。カイルが自宅に戻るとソファーで二人共に口から血を流している姿で倒れかけている状態を発見された。なお、死因は不明。

カイルに絡んだ男
- 二回登場。一度目は女を連れ、ステルス中で髭の生えた男に扮していたカイルと肩がぶつかり、口論した。二度目は、堂々とメタルマン姿で自動車に荷物積みをしていたカイルに突如絡み、銃弾を上空へ向かい発砲し威圧した。

通りで女を襲っていた二人の男
- カイル宅周辺で女を包丁で襲い、レイプしようとしていた。メタルマンのカイルにより倒された。

通りで襲われていた女
- カイル宅の周辺で男に襲われていた。メタルマンの謎の光によりナイフによる怪我を治療された。

冒頭で盗みを働いていた二人
- ある建物内で窃盗をしていた男と女の二人。メタルマンのカイルにより暴かれた。

警備員の男
- セバスチャンの拠点地の入り口で警備をしていた男。メタルマン姿のカイルにより気絶させられた。

ニュースキャスターの男
- ブレイク博士の死亡ニュースを報じた。

## 設定・用語

### 作中設定
アメリカの田舎が舞台である。撮影舞台はカリフォルニア州のロサンゼルスやサンフェルナンド・バレーである。カイル宅周辺、セバスチャンの拠点地周辺、街中などポイントとしては少ない。

### メタルマンマスク
セバスチャンがオーナーを務める軍事企業にて、ピーター博士やマリッサの父親のジュレミーらが開発した万能なパワードマスク。2つ存在するが、どちらも開発中にピーター博士に強奪され、その後はブレイク博士が保有している。付属するスーツも存在するものの、主な機能はマスク内によって処理されている。また、マスクだけでは真価を発揮できず、真の力を引き出すには脳の機能を増幅させ、機能を拡張する電子チップが最低3つは必要である。劇中ではチップは2つがブレイク博士の手に、残りがセバスチャンの手にあった。
劇中では、2つのマスクのうち1つがカイルに強制的に装着され、もう1つがセバスチャンに強奪された後に研究用として使用される。
しかし、強奪されたものはチップが正常に装着できないもので、囮であるとマリッサは看破した。なお、チップを差し込んだ状態のメタルマンの力は未知数で、ナビゲートAIすら「私にもわからん。」と言った。更にマスクには起動時に装着者ごと自壊する、もう1つのコピーマスクも登場する。なお、秘密のコードである「44875」と唱えると、メタルマンマスクが固定・外れなくなり、または自壊するプログラムが発動する。
劇中に登場したメタルマンマスクの使用経緯を下記する。
- 第一のメタルマンマスク - ピーター博士により奪取され、ブレイク博士に継承、カイルが使用した。
- 第二のメタルマンマスク - ピーター博士により奪取され、ブレイク博士に継承、セバスチャンが奪取、研究した結果偽物と判明、マリッサとダイアナにより殺人トラップを内蔵したが、セバスチャンに露見しダイアナが被らされ死亡。
- 第三のメタルマンマスク - ピーター博士がセバスチャンの元に意図的に残し、劇中終盤にてセバスチャンが使用、秘密のコードによるプログラムが発動し自滅した。

ナビゲートAI
- カイルが装着したメタルマンマスクのみに内蔵されている。ブレイク博士の人格を模したナビゲートAIで、装着者との対話が可能である。任意に停止させることもできるが、一定時間が経過すると自然に解除される。なお、装着者の神経活動の一つである睡眠中の夢を垣間見ることも可能である。劇中では、死亡したブレイク博士の代わりにカイルを導くが、生前の博士同様強引かつ独善的な側面が強い[注釈 7]。

脳機能の増幅・改造
- 脳にナノ・ロボットを侵入させることで、装着者の潜在能力を発揮、暗示による思考調整を行える。なお、カイルはこれにより閉所恐怖症を克服した[注釈 8]。また、改良により洗脳目的に使用することも可能であり、セバスチャンがマリッサを服従させるために使用した。

### メタルマンスーツ
劇中では一つしか存在せず、カイルが装着した。装甲は非常に強固であり、内部にはナノ・ロボット、高度なAIを稼働させられるプロセッサ、特殊機能の出力機構などを内蔵している。なお、本来ならば着脱可能なスーツだが、ブレイク博士いわく「時間が無くて手が回らなかった。」ため早急に完成させており、稼働状態のマスクやスーツの着脱機構は省略され、特定コードを口頭入力してマスクの能力を起動させたため、カイルは生涯に渡りスーツを装着することになった。スーツ機能の維持には、ナビゲートAIいわく1万ワットのエネルギーが必要であり、装着者への栄養補給には緑色の泥状のブドウ糖溶液を首筋のコネクタに流し込むことで行われる。しかし、この溶液は味の調整ができず、「こんなに不味いのは初めてです。酷い味だ。」とカイルは酷評している。能力としては、肩部に内蔵ミサイルの発射口が存在し、腕からの放電などの武装が存在する。また、飛行能力はジェット機を上回る機動性を有し、エンドロールにて戦闘機（MiG-21）を撃墜した。非稼働状態でも常人にマスクを装着させた所、容易に鉄の棒を曲げてしまったとブレイク博士の説明があるなど、身体能力が向上する。防御能力として、銃弾を弾き返せる装甲を有している。

### 特殊能力
ステルス
- メタルマンスーツが生涯に渡って取り外し不可能なため、日常生活を送る際に必要なスキル。スーツを光学的にカモフラージュし、装着者の本来の姿を反映する機能。装着者が「ステルス」と唱えることで発動し、「ノンステルス」と唱えると解除される。また、他人[注釈 13]の顔を頭部に投影しカモフラージュも可能である。ただし、カイルが使用しているシーンは少ない。

フルステルス
- ステルス機能の強化版で、チップ装着により使用可能、「フルステルス」と唱えると発動する。装着者と、装着者と接触している人間の姿を光学的に隠せる機能である。しかし、エネルギーを著しく消費し[注釈 14]、また光学迷彩のため熱源探知に感知するため、カイルが使用した直後にセバスチャンの部下に見つかった。

シールド
- 装着者の周囲にエネルギー力場を発生させ、攻撃を無効化する機能。「シールド」と唱えると発動し、「シールドオフ」で解除だが、唱えなくても自動で発動することも可能。劇中では完全展開することは少なく、主にピンポイントで展開して銃弾を防いだ。

治癒機能
- 掌から青白い謎の光をかざし、傷を治癒させる機能。カイル宅周辺で襲われていた女性を保護した際に使用した[注釈 15]。

## 劇中の問題点・矛盾点
- DVDパッケージにおいてメタルマンは赤を基調したカラーリングだが、劇中では紫である。また、メタルマンスーツのベルトは仮面ライダーカブトの「カブトゼクター」の角を取ったものを流用しており、正式な許可を取得しているか不明である。また、英語版パッケージや予告編において、「Part Man（一部は人間） Part Machine（一部は機械）」と強調されているが、主人公のカイルは生涯に渡りメタルマン装甲を装着するため矛盾している。
- DVDパッケージ裏にてアンソニー・アンドヌッチとスコット・レヴィと記載しているが、二人ともにストーリーに直接的に関係する人物でない。
- セバスチャンのブレイク博士の殺害シーンにおいて、ブレイク博士は床に転がる形をとっており、頭部を打撃していない。また、その後に蘇生しておりカイルを救出している。
- セバスチャンはブレイク博士を殺害した後、カイル宅へ部下を調査に行かせたが、カイル本人は実験室で気絶中だったため、いかにしてセバスチャンがメタルマンマスク・スーツの装着者をカイルと知ったのか不明である。
- セバスチャンとマリッサの会話シーンが5分近くに渡り続けられるが、この後にこのシーンで語られた内容に関連することが一切起きない[注釈 16]。
- メタルマンマスクの個数やチップの個数に矛盾が生じている。また、メタルマンスーツのエネルギー維持のためのブドウ糖溶液が冷蔵庫に保管されているが、7個しか保存されていない。
- メタルマンに銃弾が効かないのに関わらず、セバスチャン側は度々銃を使用している。一度目は部下がカイル宅への一度目の襲来時に銃を見せ威圧、二度目はカイルがセバスチャンの本拠地に乗り込んだ際にセバスチャンが銃を見せ威圧、三度目はカイルとジュリーの逃走時に部下が2発銃撃、四度目は最終決戦時にセバスチャンが4発銃撃している。
- メタルマンのスキルの発動シーンに多数の矛盾点が生じている。「シールド」はあらゆる物理攻撃を防ぐために使用するが、メタルマンスーツは銃弾を跳ね返す能力を有しているため、絡んできた男が銃で威圧した際に唱える必要性が無い。「ステルス」をカイルが使用せず、絡んできた男に「なんて格好してやがんだ！」「脱げよ、その変なヘルメットをな！」と言われ、ステルスを使用していれば回避できるシーンである[注釈 17]。治癒機能の謎の光は、それまでの劇中で一切語られないまま使用しているため、どうやってカイルが知り得たかは不明。「フルステルス」の使用最中にセバスチャンの部下から被弾し、ナビゲートAIが「銃弾を大量に浴びすぎて（メタルマンスーツの）ナノ・ロボットにトラブルが生じている。大量の銃弾に耐えられる設定では無い上に、ステルス機能を使ってエネルギーの消費量が急激に増えているんだ。」と発言しているが、前述の通りスーツは銃弾を跳ね返す機能を有しており、そして銃弾は2発しか受けていない。また、なぜ部下が「フルステルス」機能は熱源探知で察知できることを知ってるかについては不明である[注釈 18]。
- カイルがジュリーを救出する際に困惑しながら「みんなの言う通りだったわ。」「あなたの噂を聞いたの。」と発言しているが、噂に関して劇中で語られることが無いため、どのような内容か不明である[注釈 19]。
- 劇中終盤に、カイルが目覚めた先でセバスチャンと対面し、「（居場所を）なぜわかった？」とのカイルに対して、「ここは私（セバスチャン）の土地だ。」と発言している[注釈 20]。また、その後に「メッカ・テラーM48、戦闘タイプだ。」と発言するが、それまでの劇中で「メッカ・テラーM48」に関する情報は一切語られていない。同様に、「戦闘タイプ」（その対である「標準タイプ」）に関する情報も語られていない。
- エンドロールでメタルマンは飛行しているが、劇中の全てにおいて飛行シーンは存在せず、自動車で移動している。
- ラストでマリッサと結ばれているが、本作のヒロインはジュリーである。また、マリッサの登場シーンが劇中で多くを占めるが、それに対しジュリーの登場シーンは序盤の1分近くとセバスチャンの誘拐シーン、カイルとの逃走シーンのみであり圧倒的に少ない。

## キャスト
- カイル・フィン / メタルマン - サミュエル・ネイサン・ホフマイア
- アーサー・ブレイク - レジー・バニスター（英語版）
- セバスチャン・リード - ポール・デヴィッド・ミラー（英語版）
- マリッサ・リー - ジル・シャックルフォード
- ジュリー - リーア・グリムソン
- ダイアナ - キャサリン・パヴラク
- カイルの母 - バーバラ・バリエル[注釈 21]
- カイルの父 - キム・アーウィン・ディルディン
- セバスチャンの部下たち
  - スキンヘッドの男 - ジェッド・ローマン
  - 長髪の男 - アンソニー・アンドヌッチ
  - 帽子を被った三人の男 - 不明
  - マリッサを監視していた男 - シェーン・ラッセック
- カイルに絡んだ男[注釈 22] - ダレン・レブレヒト
  - 一緒にいた女 - ジェニファー・フィールド
- 通りで女を襲っていた二人の男
  - 包丁を持った男[注釈 23] - スコット・レヴィ
  - レイプをしようとした男 - 不明
- 通りで襲われていた女[注釈 24] - マラ・マニーニ
- カイルが扮した中年の男- 不明
- 冒頭で盗みを働いていた二人 - 不明
- 警備員の男 - ジェイ・モレノ
- ニュースキャスターの男 - カウント・スモクラ（英語版）

## スタッフ
- 監督（Director） - ロン・カーコスカ
- 脚本（Screenplay） - カルロス・ベレス、テッド・チャーマーズ、ノヴィン・シャキバ
- 脚本協力（Additional Dialogue） - ノヴィン・シャキバ
- プロデューサー（Producer） - テッド・チャーマーズ、デヴィッド・S・スターリング
- 共同プロデューサー（Co-producer） - ノヴィン・シャキバ
- アソシエートプロデューサー（Associate Producer） - マイケル・シュウィブス、オレステス・ゴンザレス
- エグゼクティブプロデューサー（Executive Producer） - トビー・テイラー、ジェフリー・テイラー、オリファー・クレケル、ナディーン・クレケル
- 撮影監督（Director of Photography） - オレステス・ゴンザレス
  - 編集（Editor） - オリファー・クレケル
- アクション監督（Fight Sequences Director） - デニース・ディヴァイン
- 音楽（Music） - マイケル・ドナー
- 音楽協力（Additional Music） - オリファー・クレケル（Mr.Magoo）
- 美術監督（Art Direction） - エメリー・ウィーラー
- 第一助監督（First Assistant Director） - ミナ・ナセリ
- 特殊効果（Special Effects） - MonsterFX、ロン・カルコスカ[注釈 25]
- 視覚効果（Visual Effects） - カルステン・シュウェデ、マーク・クライマー、オリファー・クレケル
- ディジタル芸術効果（Digital Effects Artist） - カルステン・シュウェデ、マーク・クライマー、オリファー・クレケル
- オリジナルサウンド（Original Sounds） - Alan Morataya
- 合成音響効果（Additional Sound） - オリファー・クレケル
- 音声効果（Sound Effects） - マイケル・ドナー、オリファー・クレケル、ジャスティン・クレケル
- 合成音声効果（Additional Sound Effects） - オリファー・クレケル、ジャスティン・クレケル
- 最終調整（Final Mix） - オリファー・クレケル
  - アシスタント（Assistant） - ディルク・シュミット
- ポストプロダクション（Post Production） - Digidreams
- 衣装（Costume Designer） - ロバート・ミラー
- Special Thanks - マーク・ヴィラロボス、ロイ・クニリム、ロバート・ミラー、ロン・フォイアー、ヴァレリー・フォイアー、マヌエル・A・ルイス・ガルシア、ジュリアン・ルーフ、シャンダ・ハースト、Roze
- 製作協力 - Astro Records、Filmworks、Labyrinth Entertainment、Digidreams Studios、Greenmamba Studios
- 制作 - Summer Hill Films LLC & Movieplan.net
- 製作 - トムキャット フィルムズ

### 劇中音楽
「Heavy Metal Man」
- 作詞・作曲（Written & Performed） - Captain Crunch
- 発行者（Publisher）- Don Batry、Terry Hogan、Brad Tollefsen

## 評価
2022年2月時点での評価である。
- Yahoo!映画 - ☆1.9（評価数 51）[1]
- Amazon - ☆4.2（評価数 46）[2]
- TSUTAYA・Filmarks - ☆1.7（評価数 660）[3][4]

### 英語版・ドイツ語版
- IMDb - ☆1.7（評価数 21）[5]